# César Henri (hrabia de La Luzerne)
César Henri, hrabia de La Luzerne (ur. 23 lutego 1737 w Paryżu, zm. 24 marca 1799) – francuski polityk, robiący karierę za panowania Ludwika XVI.
Hrabia de la Luzerne był dwukrotnie francuskim królewskim sekretarzem stanu do spraw floty, ostatnim ministrem floty Ancien régimeu.
W roku 1763 poślubił Madeleine Marie Adélaïde Angran d’ Alleray.
Jego ojcem był César-Antoine de La Luzerne, hrabia de Beuzeville, dyplomata Anne-César de La Luzerne (1741-1791) był jego krewnym, a César Guillaume de la Luzerne (1765-1794) przedwcześnie zmarłym synem. Miał też trzy córki:
- Anne Françoise de La Luzerne (mąż: Augustin Marie Poute, markiz de Nieuil)
- Alexandrine de La Luzerne (mąż: Anne-Louis Hurault, markiz de Vibraye)
- Blanche Césarine de La Luzerne (mąż: Florian, Baron de Kergorlay)